# ممر بحري
الممر البحري (بالإنجليزية: Sea lane) أو طريق بحري أو طريق مِلَاحِيّ هو مسار تستخدمه السفن بإنتظام في المحيطات والبحيرات الكبيرة. في الرحلات البحرية في عصر الشراع لم يقتصر تحديد ومعرفة هذه الممرات من خلال تتبع توزيع الكتل الأرضية ولكن أيضًا بمراقبة الرياح السائدة، والتي كانت معرفتها أمرا حاسمًا لنجاح الرحلات الطويلة. تعتبر الممرات البحرية مهمة جدا للتجارة عن طريق البحر.

## التاريخ

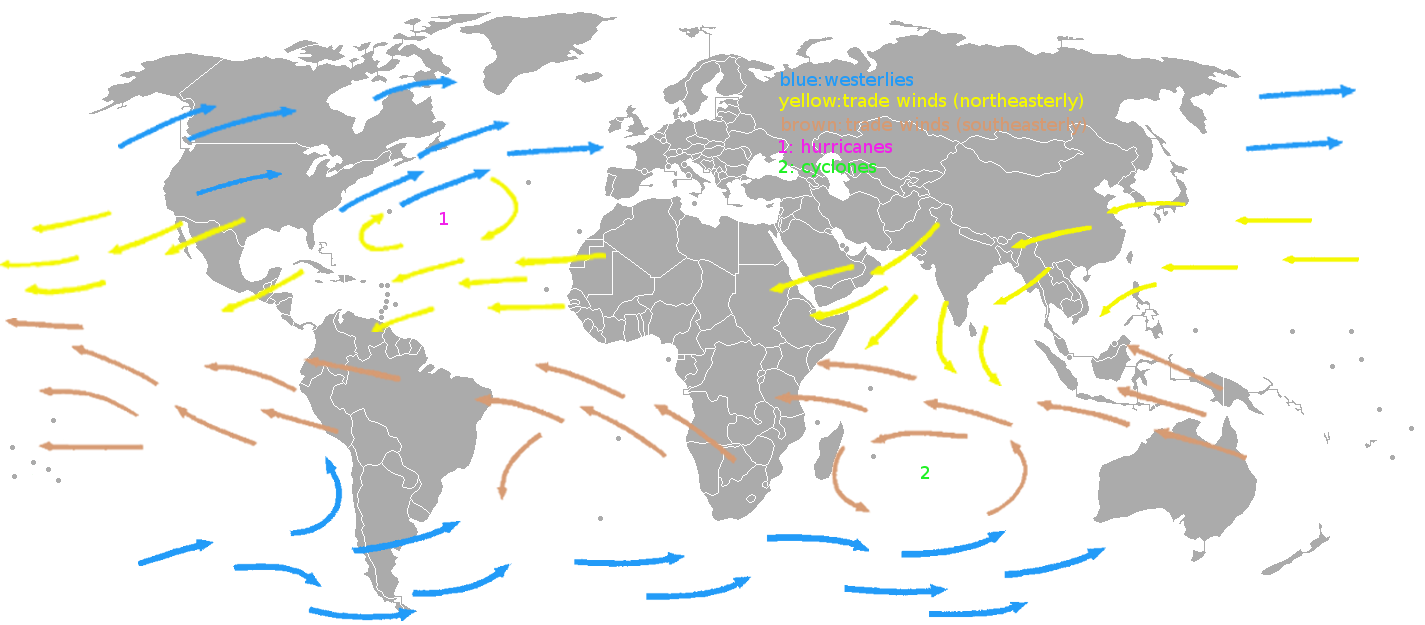
الغربيات ورياح التجارة

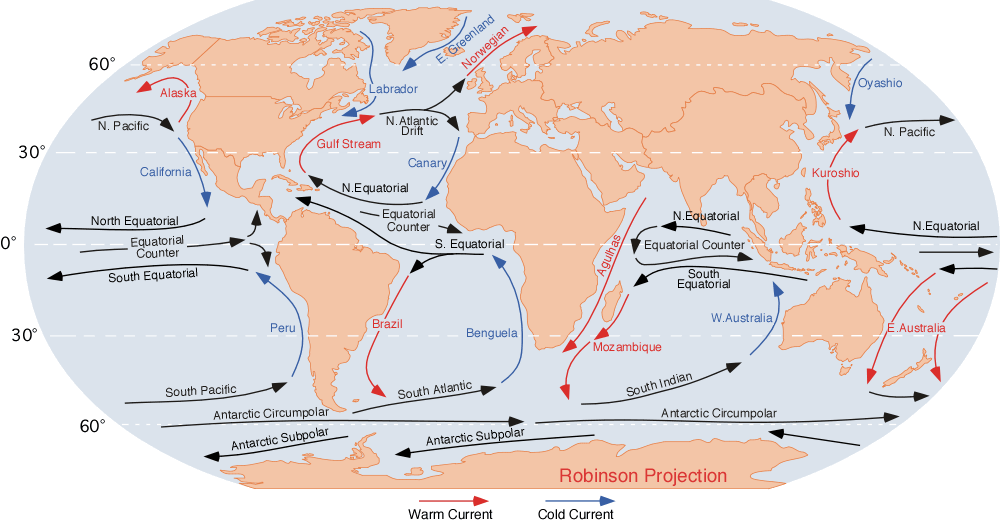
تيارات المحيط

استُلهمت فكرة إنشاء الممرات البحرية في شمال المحيط الأطلسي بعد حادثة غرق سفينة البريد الأمريكية Arctic حيث اصطدمت مع السفينة البخارية الفرنسية Vesta في أكتوبر 1854 مما أدى إلى فقدان أكثر من 300 شخص. ونشر الملازم إم إف موري من البحرية الأمريكية بعد الحادثة بعام، قسمًا بعنوان «الممرات البخارية عبر المحيط الأطلسي» في عام 1855 في كتابه اتجاهات الإبحار (Sailing Directions) يقترح فيه الملازم الممرات البحرية على طول خط العرض 42 درجة. عُقد عدد من المؤتمرات واللجان الدولية في 1866 و 1872 و 1887 و 1889 و 1891، والتي تركت جميعها حق تعيين الممرات البحرية لشركات البواخر الرئيسية عبر المحيط الأطلسي في ذلك الوقت من تلك الشركات ؛ كونارد لاين ، وايت ستار ، إنمان، ناشونال لاين، غيون لاين . وفي 1913-1914 ، أكدت الاتفاقية الدولية لسلامة الحياة في البحر والتي عُقدت في لندن مرة أخرى أن اختيار الممرات عبر المحيط الأطلسي في كلا الاتجاهين متروك لمسؤولية شركات البواخر. 
وُجدت ممرات الشحن البحرية من خلال تحليل الرياح السائدة، فقد سمحت الرياح التجارية للسفن بالإبحار نحو الغرب بسرعة، وسمحت الرياح الغربية (الغربيات) للسفن بالسفر إلى الشرق بسرعة. وعلى هذا النحو، يتم اختيار الممرات البحرية في الغالب للإستفادة الكاملة من هذه الرياح. كما يتم اتباع مسارات التيارات أيضًا، مما يعطي ميزة للسفينة، لكن في بعض الممرات، مثل تلك التي من كيب تاون إلى ريو دي جانيرو (مرورا بـتريستان دا كونا ) ، لم تكن قادرة على الإستفادة من هذه العوامل الطبيعية.
قد تجذب الممرات البحرية الرئيسية القراصنة، ففي فترة باكس بريتنكا (Pax Britannica) وهي الفترة من 1815-1914 والتي سيطرت خلالها البحرية الملكية البريطانية على معظم طرق التجارة البحرية الرئيسية، وقمعت أيضًا القرصنة وتجارة الرقيق حيث أن بريطانيا أنهت تجارة الرقيق الخاصة بها عام 1807. وخلال الحرب العالمية الأولى ، بدأت قوارب (يو) الألمانية تضرب سفن الشحن الأمريكية و البريطانية، ونتيجة لذلك بدأت السفن التجارية التابعة للحلفاء بالخروج من الممرات البحرية المعتادة على أن ترافقها سفن حربية لتحميها .

## مزايا الممرات البحرية

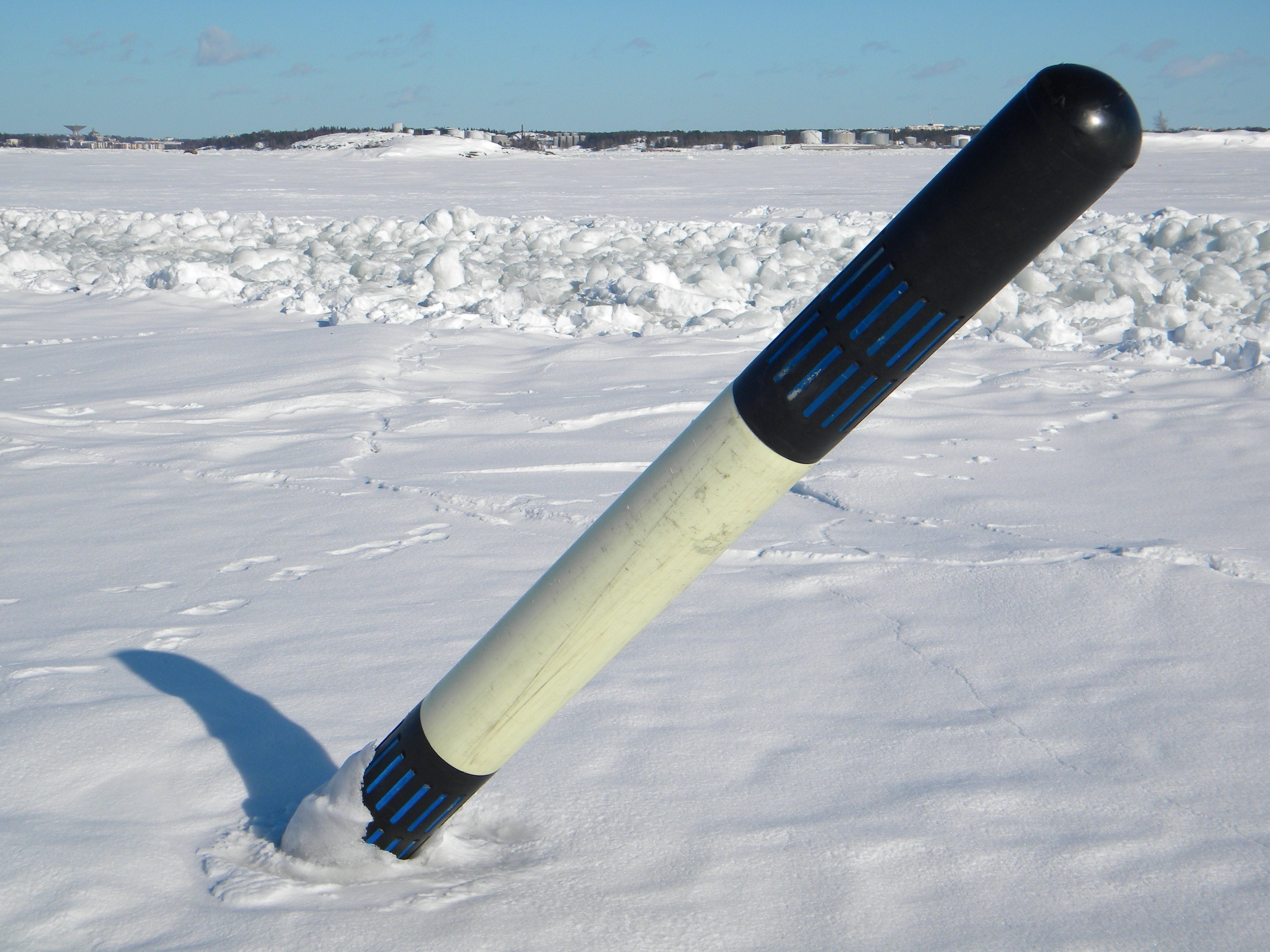
خلف العلامة الأساسية يوجد ممر بحري مفتوح على بحر مغطى بالجليد.

على الرغم من أن معظم السفن لم تعد تستخدم الأشرعة (بعد تبديلها بالمحركات)، لا تزال الرياح تخلق موجات، وهذا يمكن أن يسمح بالملاحة الشراعية . وعلى هذا النحو، لا يزال اتباع الاتجاه العام للرياح التجارية والغربية مفيدًا جدًا. ومع ذلك، فإن أي سفينة ليست تجارية أو أصغر من طول معين، من الأفضل لها تجنب تلك الممرات. وهذا ليس فقط بسبب وجود فرصة طفيفة للتصادم مع سفينة كبيرة والذي يمكن أن يتسبب بسهولة في غرق السفينة الأصغر، ولكن أيضًا لأن السفن الكبيرة أقل قدرة على المناورة من السفن الصغيرة، وتحتاج إلى المزيد من العمق، وبالتالي يمكن للسفن الأصغر بسهولة أن تأخذ مسارات أقرب إلى الشاطئ. على عكس حركة المرور على الطريق للسيارات، لا يوجد «طريق» دقيق يجب أن تتبعه السفن، لذلك يمكن القيام بذلك بسهولة. 
ممرات الشحن هي أكثر أجزاء البحر ازدحامًا، وبالتالي فهي مكان مفيد لتتجه له القوارب التي تقطعت بها السبل والذين غرقت قواربهم أو الأشخاص في قوارب النجاة، فيتم إنقاذهم بواسطة السفن العابرة. 

## التهديدات من ممرات الشحن

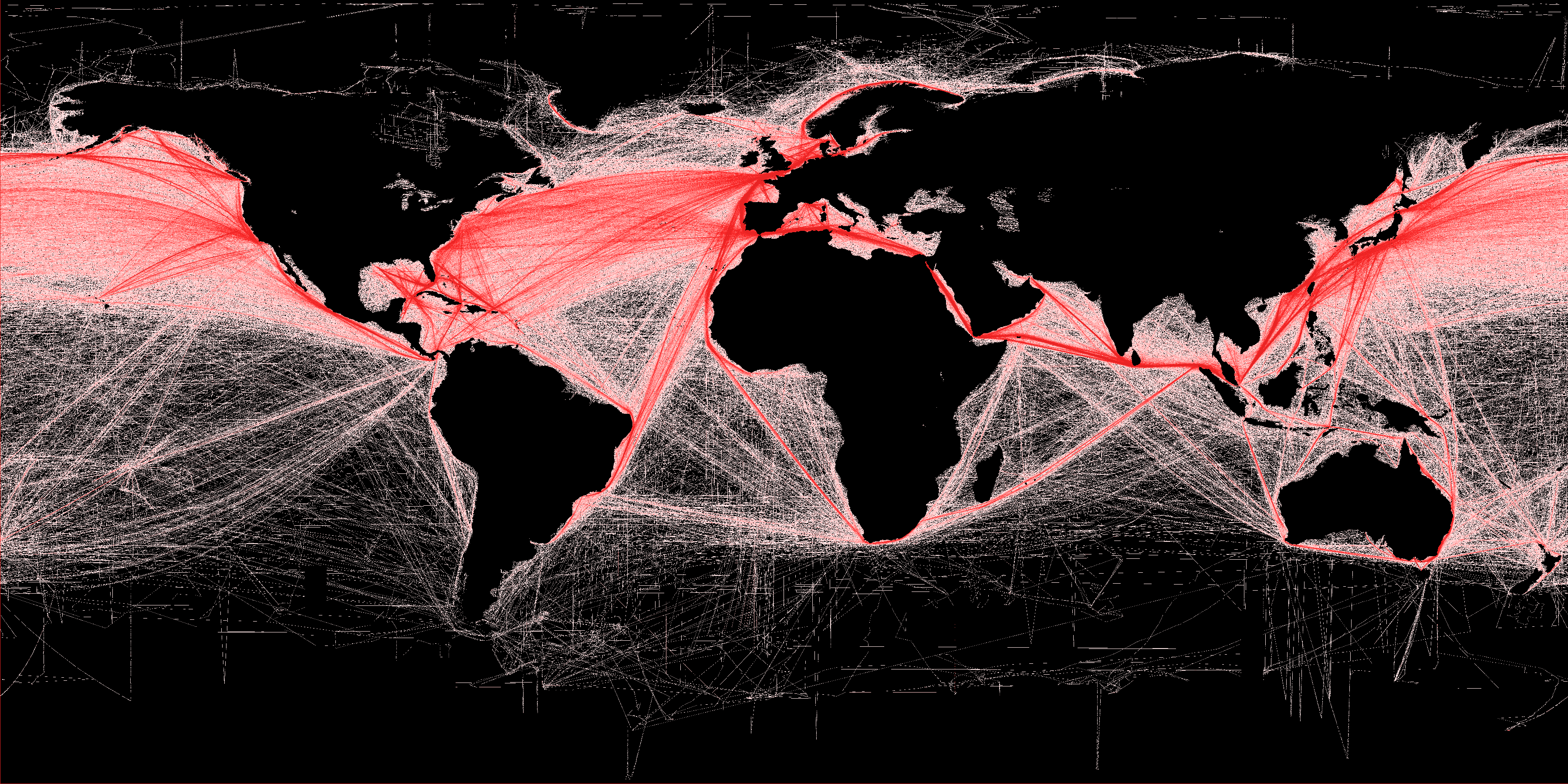
تظهر هذه الخريطة ممرات الملاحة البحرية في الوقت الحالي وتبين الخطوط الحمراء كثافة الشحن البحري التجاري عبر المحيطات.

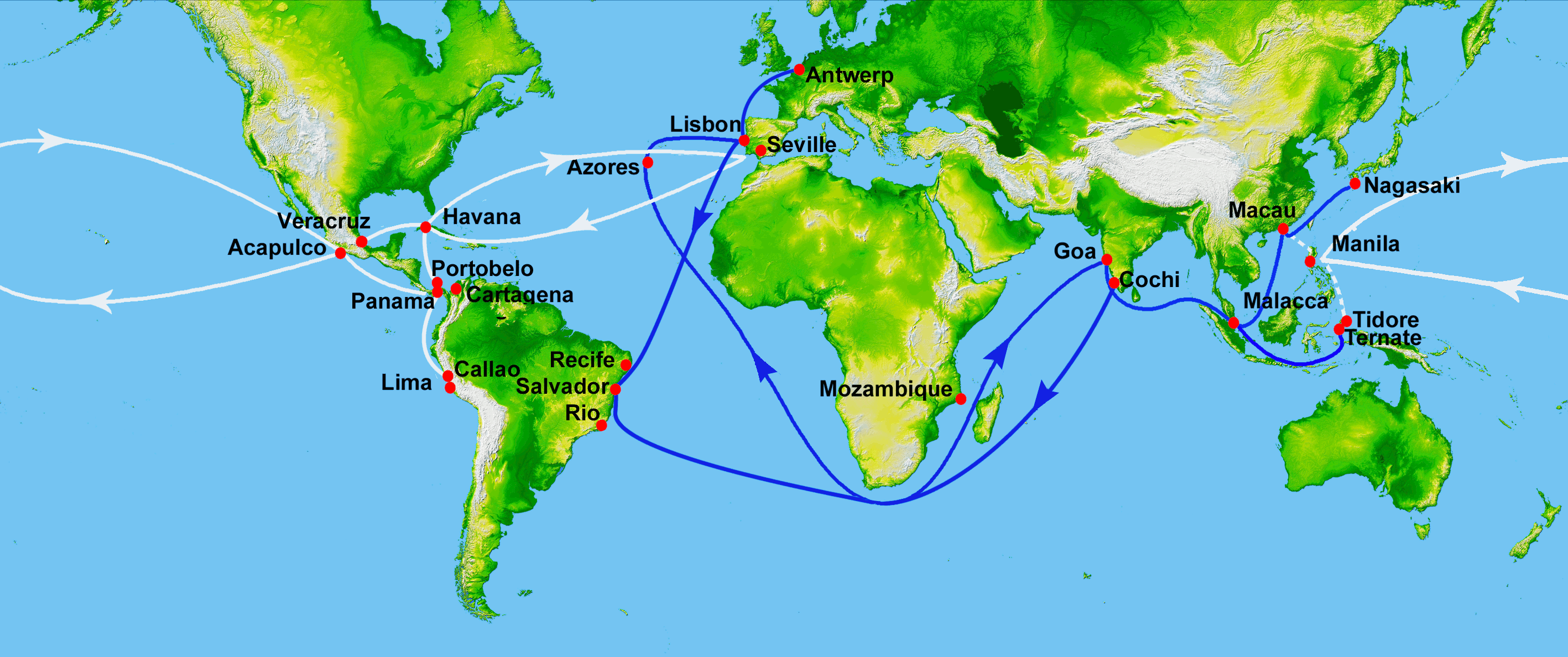
خريطة لطرق التجارة الإسبانية البرتغالية في القرن السادس عشر، وتقع ممرات التجارة البحرية في القرن السادس عشر واليوم فريسة للقرصنة الإجرامية وقرصنة الدول.

قد تشكل ممرات الشحن تهديدات لبعض المركبات البحرية. فقد تخاطر القوارب الصغيرة بالنزاعات مع السفن الكبيرة إذا اتبعت ممرات الشحن، وتوجد أقسام من الممرات التي يمكن أن تكون ضحلة أو لديها نوع من الانسداد (مثل ضفاف الرمال ). يكون هذا التهديد أكبر عند العبور من المضائق، مثل بين الجزر في المحيط الهندي (على سبيل المثال في إندونيسيا) وكذلك بين الجزر في المحيط الهادئ (على سبيل المثال بالقرب من جزر ماركيساس ، تاهيتي) ، بعض ممرات الشحن مثل مضيق ملقا بين إندونيسيا وماليزيا ، والمياه قبالة الصومال ، يرتادها القراصنة الذين يعملون بشكل مستقل أو كقراصنة مفوضين (للشركات والبلدان). تتعرض السفن العابرة لخطر التعرض للهجوم والاحتجاز للحصول على فدية مثل ما فعلته إيران خلال أزمة الخليج العربي 2019–20 والتي احتجزت خلالها ناقلة بريطانية. 

## أكثر ممرات الشحن ازدحامًا
أكثر ممرات الشحن ازدحامًا في العالم هو مضيق دوفر، والذي تعبره 500-600 سفينة يوميًا وعبره في عام 1999 إجمالي 1.4 مليار طن، تحملها 62,500 سفينة تمر عبر المضيق. 